# Иль-Гази бен Артук
Неджмеддин Иль-Гази бен Артук (тур. Necmeddin Il-Gazi ben Artuk; араб. نجم الدين إيلغازي بن أرطق‎ — ум. 1122) — представитель семьи Артукогуллары, сын вождя огузского племени дёгеры Артука, военачальник на службе сельджукских султанов Мелик-шаха и Тутуша.
После смерти отца в 1090/91 году Иль-Гази с братом Сукманом правил в Иерусалиме до 1098 года через представителей из числа родственников. На фоне распада Сельджукской империи после смерти султана Малик-шаха в 1092 году Иль-Гази удалось обосноваться в районе Мардина и Майяфарикина. После захвата Иерусалима Фатимидами в 1098 году Иль-Гази служил сельджукскому султану Мухаммеду Тапару, в 1102 году он получил от султана должность шихне Багдада. В следующем 1103/04 году Мухаммед Тапар и его братья поделили зоны влияния, и Багдад попал под контроль Баркиярука. Иль-Гази хотел остаться в Багдаде и решил служить Баркияруку, что сделало его врагом Мухаммеда Тапара. После смерти Баркиярука в 1104/05 году Иль-Гази обострил конфликт, решив служить сыну Баркиярука.
Основой силы Иль-Гази было туркменское войско — легкая кавалерия лучников. Политические интересы Иль-Гази лежали на востоке, в Джазире. Борьба с франками в его жизни имела второстепенное значение. Только после смерти султана Мухаммеда Иль-Гази стал независимым правителем и предпринял попытку ограничить власть франков в районе Алеппо. В последние годы жизни Иль-Гази прославился победой в битве на Кровавом поле, разгромив армию Антиохии, однако так и не смог развить успех. Вскоре после этого он командовал армией сельджуков в нападении на Грузию, где Давид Строитель нанёс ему поражение. Умер Иль-Гази в результате болезни при осаде Зарданы через год после поражения в Грузии.
Историки неоднозначно оценивают его личность, признавая, что Иль-Гази обладал огромным влиянием на туркменов, был смелым и амбициозным, сыграл значительную роль в подрыве центральной власти сельджукского государства, был одним из первых, кто смог остановить продвижение крестоносцев на север и восток. При этом исследователи отмечают, что он не был гениальным военачальником и на его решения часто влияло пьянство.

## Историография
Основным источником по событиям жизни Иль-Гази является труд историка Ибн аль-Азрака «История Майяфарикина». Это важнейший источник не только по истории Артукидов. Исследователями признана его ценность как источника по истории Джазиры, Северной Сирии и Ирака. Почти все историки первых крестовых походов упоминают Иль-Гази. При этом как исламские (Ибн аль-Асир, Абуль-Фида, Ибн аль-Джаузи, Ибн аль-Каланиси, Усама ибн-Мункыз, Ибн аль-Адим), так и христианские (Готье Канцлер, Гийом Тирский, Михаил Сириец, Матвей Эдесский, Анонимная сирийская хроника) хронисты освещали жизнь Иль-Гази довольно скупо. Тем не менее его победа над Рожером Салернским в 1119 году и его поход в Грузию в 1121 году описаны или упомянуты в большинстве современных ему хроник.
Автором первого исследования Артукогуллары был С. Лэйн-Пул в 1875 году. Он изучил монеты Артукидов в Британском музее. Х. Эдхем в 1894 году исследовал монеты династии, хранившиеся в Стамбуле и Дамаске. Более детальные труды принадлежат К. Каену и А. Севиму. В исследованиях В. Стивенсона, Р. Груссе, Р. Рёрихта, С. Рансимана, К. Каэна и Г. Гибба, посвящённых крестовым походам, упоминаются и исследуются деяния Артука и его сыновей. Однако европейские исследователи рассматривали Иль-Гази как случайную и малозначимую фигуру в истории крестовых походов. О. Туран посвятил Иль-Гази 6 страниц в труде по истории восточной Турции. В тезисах К. Хилленбранд, изучившей «Историю» Ибн аль-Азрака, «в центре внимания находится политическая карьера Иль-Гази». По мнению К. Хилленбранд, если бы Иль-Гази жил полвека спустя, о нём вполне могли бы написать целый корпус систематических научных исследований, как о Занги или о Салах ад-Дине.

## Начало карьеры

Ближний Восток в конце XI — начале XII века

### На службе Тутушу
Иль-Гази был сыном Артука, военачальника трёх сельджукских султанов: Альп-Арслана, Мелик-шаха и Тутуша. После смерти Альп-Арслана в регионе началась борьба за власть между его потомками, образовалось несколько новых государств, почти каждый год происходили военные столкновения между соперничающими правителями и смена границ. Ещё при жизни Мелик-шаха, когда его брат Тутуш правил в Сирии, вассалами Тутуша были Артук, а затем и сыновья Артука. В 1085/86 году Артук получил в качестве икта от Тутуша Иерусалим, который перед этим они вместе захватили. Обосновавшись в городе, он оказался в центре между Египтом, Сирией и Ираком. Там он провёл последние годы своей жизни. В  1090 (1091) году Артук умер, и Иль-Гази с братом Сукманом стали его наследниками в Иерусалиме. При этом братья не находились постоянно в городе, управляя им через своих родственников. После смерти Мелик-шаха в 1092 году Иль-Гази с братом Сукманом поддержали Тутуша в борьбе за трон против других претендентов (Махмуд, Ахмад Санджар, Баркиярук, Мухаммед Тапар). Тутуш стремился подчинить себе территории, примыкавшие к Дамаску. Поскольку часть сирийских эмиров (например, Бузан из Эдессы и Ак-Сункур из Алеппо) не повиновалась ему, то он ценил поддержку, оказываемую ему Сукманом и Иль-Гази. Когда войска Баркиярука, племянника Тутуша и сына Мелик-шаха, во главе с эмиром Кербогой приближались к Сирии, Тутуш послал Сукмана в Сарудж, чтобы обезопасить северные регионы, а Иль-Гази оставил рядом с собой в армии. Ак-Сункур недооценивал Тутуша, и напрасно. Армия Тутуша одержала победу над войсками Баркиярука возле Тейл ас-Султана, Ак-Сункур был пленён и немедленно казнён, а Кербога и Бузан сначала сбежали в Алеппо, но через неделю тоже были вынуждены сдаться. Кербога был посажен в тюрьму в Хомсе. Бузан же был обезглавлен, а его голову отправили в Эдессу, после чего город сдался Тутушу. Бакиярука, бежавшего в Исфахан, преследовали Тутуш и Иль-Гази. Тутуш был настолько уверен в победе, что отослал Иль-Гази в Алеппо, чтобы забрать сына Тутуша, Рыдвана, и доставить его в Багдад для празднования победы. Однако Иль-Гази с Рыдваном так и не добрались до Багдада, потому что до них дошла весть о поражении Тутуша от Баркиярука и убийстве Тутуша  26 февраля 1095 года.

### Дукак и Рыдван
Последующие несколько лет сыновья Тутуша, Рыдван и Дукак, делили зоны влияния в Сирии, а Иль-Гази и Сукман служили то одному из них, то другому. В 1095 году Рыдван вместе с Иль-Гази вернулся в Алеппо и безоговорочно признал себя вассалом своего двоюродного брата Баркиярука. Рыдван освободил Кербогу из тюрьмы в Хомсе, и тот вернулся к Баркиаруку, по заданию которого захватил Мосул. Один из окрестных мелких правителей обратился к брату Иль-Гази Сукману и их племяннику Якути за поддержкой. Однако Артукиды, откликнувшиеся на призыв, были разбиты. Пользуясь ослаблением Сукмана, Рыдван решил захватить Сарудж, которым тот управлял. Иль-Гази, хотя и служил Рыдвану, но воевать против брата отказался. Тогда Рыдван, который боялся воевать в одиночку, заключил союз с эмиром Антиохии Яги-Сияном. Однако их совместный рейд на Сарудж оказался безуспешным, поскольку Сукман хорошо укрепил город.
Другой сын Тутуша Дукак, правивший в Дамаске, и его атабек Тугтегин (женившийся на его матери) претендовали на всю сирийскую часть наследства Тутуша. Тугтегин использовал раздоры между Рыдваном, атабеком Рыдвана Джанах ад-Даулой, Яги-Сияном и Иль-Гази, и одержал над ними победу.
Затем Сукман стал служить Рыдвану, а Иль-Гази перешёл от Рыдвана к Дукаку, но причин, по которым Иль-Гази ушёл от Рыдвана, источники не проясняют. В 1095 ( 1096) году Сукман с Рыдваном осадили Дукака и Тугтегина в Дамаске. Во время этой осады Дукак заключил Иль-Гази в тюрьму, но причина гнева Дукака неизвестна, возможно, он рассердился на Иль-Гази за то, что Сукман стал служить Рыдвану. Сукман не знал, что Иль-Гази находился в Дамаске. Узнав о заключении брата в тюрьму, он понял, что Иерусалим остался без правителя, и быстро отправился туда, чтобы город не оставался без надзора. Без Сукмана Рыдван не смог в одиночку продолжать осаду и отступил в Авран. При этом, не оставляя мыслей о подчинении себе брата, Рыдван нашёл союзника в сыне Иль-Гази, Сулеймане, правившем в Самосате. Поскольку Сулейман был зол на Дукака за арест отца, он присоединился к Рыдвану. В  феврале 1096 года Сулейман прибыл к Рыдвану в Алеппо на берег ручья Кувайк. К этому времени Сукман успел уладить дела в Иерусалиме и тоже прибыл в Алеппо к Рыдвану. Утром следующего дня  22 марта 1096 началась битва, длившаяся весь день. При поддержке Артукидов Рыдван победил Дукака и Яги-Сияна, они согласились признать суверенитет Рыдвана, однако Дукак не собирался выполнять договор. Он объявил его недействительным сразу, как только вернулся в Дамаск.

### Потеря Иерусалима
Фатимиды, используя сложившуюся обстановку, возобновили попытки захватить Палестину. В  июле 1098 года их армия подошла к стенам Иерусалима. В городе в этот момент находились Иль-Гази, Сукман, их двоюродный брат Савинг (Севинк), их племянник Якути и их семьи. Поскольку Иль-Гази и Сукман доверяли укреплённым стенам города и силе своего туркменского войска, они отвергли предложение командовавшего войском Фатимидов визиря аль-Афдаля о сдаче города. Артукиды обороняли город в течение 40 дней, но они понимали, что помощи ждать не от кого. К тому же у туркменов Артукидов с местным населением возник конфликт, в результате которого туркмены отказались сражаться. Артукиды вступили в переговоры с аль-Афдалем, который согласился предоставить им и их семьям беспрепятственный выход.  11 сентября 1098 года они покинули Иерусалим и отправились в Дамаск.

### В Багдаде
В 1099 году Иль-Гази отбыл из Дамаска на восток в Исфахан на службу к Мухаммеду Тапару, который боролся за власть со своим братом Баркияруком. Иль-Гази сопровождал его племянник Балак. По-видимому, Мухаммед был доволен Иль-Гази, поскольку последний получил от султана Халван, ранее бывший икта Артука. В  1100/01 году султан Мухаммед и его брат Санджар направлялись в Багдад. Их путь лежал через Халван, где к ним присоединился Иль-Гази. По словам Ибн аль-Асира, Иль-Гази хорошо служил султану, и в награду в январе 1102 года Мухаммед назначил его шихне Багдада. Это была престижная должность, поскольку шихне был военным администратором и представителем султана в городе, задачами которого были поддержание закона и порядка. Кроме того шихне должен был держать под контролем халифа. Присутствие в Багдаде и его окрестностях туркменских отрядов Иль-Гази и их поведение вызывали беспорядки среди местного населения. В апреле — мае 1102 года группа туркменов вызвала лодочника из местных арабов, чтобы тот переправил их через Тигр. По их мнению, лодочник не выполнял просьбу достаточно быстро, началась перепалка, в ходе которой лодочник был ранен в голову туркменской стрелой и через некоторое время скончался. Местные жители взбунтовались, схватили солдата, выпустившего стрелу, и его товарищей. По пути пленников спас сын Иль-Гази, но жители забросали отряд туркменов камнями. Сын Иль-Гази сообщил отцу о ситуации, тогда Иль-Гази отправил сообщение хаджибу и «приказал наказать преступников». Все жители, причастные к инциденту, были схвачены и посажены в тюрьму, но Иль-Гази это не удовлетворило. Он отдал квартал лодочников на разграбление своим воинам. При этом многие из туркменов были убиты, а оставшиеся в живых на лодках переправились через реку, многих при этом потопили. Иль-Гази хотел предпринять ответные меры, но вмешательство халифа сгладило конфликт.
Война за власть между Баркияруком и Мухаммедом продолжалась. В  октябре 1102 года Баркиярук, считая, что Багдад должен управляться его людьми, назначил на пост шихне Гюмюштегина аль-Кайсари.  27 декабря 1102 года Гюмюштегин прибыл в Багдад, а Иль-Гази был вынужден покинуть город.  23 января 1103 года Мухаммед Тапар опять захватил Багдад, Гюмюштегина изгнал и вернул на пост шихне Иль-Гази.
В начале  1104 года Мухаммед, Баркиярук и Санджар смогли, наконец, договориться и разделить зоны влияния. В целом положительное для государства событие негативно отразилось на судьбе Иль-Гази, поскольку по этому соглашению Багдад перешёл к Баркияруку. В этот момент Иль-Гази совершил, по словам К. Хилленбранд, «катастрофическую политическую ошибку». Он не хотел покидать Багдад, поэтому остался в городе и в  феврале 1104 года велел читать хутбу от имени Баркиярука. Он рассчитывал, что Баркиярук оставит ему пост шихне, но тот уже снова назначил Гюмуштекина, который выступил к Багдаду. Не желая уходить из столь понравившегося ему города, Иль-Гази вступил в союз с эмиром Садакой из Хиллы и послал просьбу о помощи Сукману. Сукман отправился к брату в Багдад, по пути он захватил Тикрит и Рамлу, разорил все деревни к северу от Багдада, что привело к нехватке продовольствия в городе. Желая мира, халиф Аль-Мустазхир Биллах помог Иль-Гази изгнать из Багдада Гюмюштегина. Поскольку Иль-Гази больше не был сторонником Мухаммеда, Баркиярук позволил ему остаться на посту. В  1104 году туркменские и курдские племена, жившие в управляемой Иль-Гази провинции, восстали. Это наносило урон торговле, поскольку через их территории проходили караванные пути. Охрану дорог Иль-Гази поручил Балаку, который справился с задачей.
В  1104/5 году Иль-Гази ездил к Баркияруку в Исфахан. На личной встрече он убедил султана в своей лояльности и уговорил приехать в Багдад. Однако по пути Баркиярук умер. В этот момент Иль-Гази мог исправить свои отношения с Мухаммедом, велев читать его имя в хутбе. Вместо этого Иль-Гази сделал ещё одну большую ошибку, сделав ставку на сына Баркиярука, Малик-шаха. Рассчитывая править через ребёнка, он велел читать хутбу от его имени. В том же в  1105 году Мухаммед взял под свой контроль земли Баркиярука и стал единственным сельджукским султаном. Иль-Гази он больше не доверял, потому отдал пост шихне Багдада Ак-Сункуру аль-Буксуки.

### На службе Рыдвану
Иль-Гази был вынужден покинуть Багдад, он отправился в Диярбакыр. Там он снова поступил на службу к Рыдвану, который в это время готовился воевать с крестоносцами. Иль-Гази предложил Рыдвану и его союзникам сначала напасть на эмира Мосула Джекермыша, захватить ресурсы этой богатой провинции, а потом уже напасть на христиан. Рыдвану понравилось это предложение, и в  мае 1106 года они с отрядом в 10 000 человек осадили подчинявшийся Джекермышу Нусайбин. Во время осады один из союзников Рыдвана, эмир Синджара, Альпи бен Арсланташ был ранен стрелой со стен и вернулся со своими людьми в Синджар, что ослабило войско Рыдвана. В начале осады Джекермыша не было в окрестностях Мосула, он лечился на «горячих водах». Получив известие об осаде Нусайбина, он немедленно отправился в Мосул и собрал свою армию. Ему было понятно, что его сил недостаточно для открытого противостояния соединённому войску эмиров. Тогда он прибег к дипломатии и уловкам: он связался с Рыдваном и пообещал добровольно присоединиться к Рыдвану в его кампании против крестоносцев и подчиниться ему в обмен на арест Иль-Гази. Джекермыш смог убедить Рыдвана в выгодности своего предложения. Тот вызвал к себе Иль-Гази, якобы, для совещания. Во время разговора Рыдвана и Иль-Гази последний был арестован и передан Джекермышу, который заключил его в тюрьму Нусайбина. Туркмены Иль-Гази возмутились арестом своего вождя, они взбунтовались против Рыдвана и атаковали Нусайбин, чтобы вызволить своего предводителя. Некоторые местные жители Нусайбина помогли Иль-Гази бежать, а туркмены Иль-Гази начали грабить город.

## В роли главы Артукидов

### Разделение бейлика
После освобождения из плена в  1106 году в Нусайбине Иль-Гази отправился со своими туркменами в Мардин. Брат Иль-Гази, Сукман, основавший бейлик в Хисн-Кейфе и Мардине, умер в 1104 году. Наследовал ему его сын Ибрагим, который управлял в Хисн-Кейфе, а в Мардин отправил своего человека по имени Эмир Шамс. Иль-Гази предъявил права на Мардин, поскольку по старой тюркской традиции наследником являлся не сын, а старший родственник мужского пола. Ибрагим не уступил дяде и погиб в борьбе за право наследовать отцу. Иль-Гази занял Мардин, а Хисн-Кейфу оставил второму сыну Сукмана, Дауду. С этого времени два бейлика Артукидов существовали независимо.

### Участие в кампаниях султана Мухаммеда
В 1106 году Мухаммед сместил Джекермиша с поста атабека Мосула и назначил вместо него Джавали (Чавли). Однако жители Мосула опасались жестокости Джавали, они не открыли ему ворота и призвали на помощь Конийского султана Кылыч-Арслана. Летом 1107 года Иль-Гази присоединился к армии Джавали, Кылыч Арслан потерпел поражение на реке Хабур и утонул. Это позволило Джавали овладеть Мосулом. После победы Джавали предал Иль-Гази и арестовал его (вероятно, по требованию Мухаммеда Тапара). Однако вскоре Джавали, как и Джекермыш, был смещён с поста и заменён Мавдудом ибн Алтунтегин. Иль-Гази удалось бежать прямо перед смещением Джавали, потому его не преследовали. С Мавдудом у Иль-Гази сложились дружественные отношения. Он признал Мавдуда эмиром Мосула, а в обмен Мавдуд отдал ему Харран.
За пять лет Мухаммед Тапар послал несколько армий из Мосула под командованием эмиров Мавдуда, Ак-Сункура аль-Бурсук и Бурсука бен Бурсук. Две из этих армий были отправлены на Мардин, чтобы заставить Иль-Гази подчиниться. Тем не менее, проявляя непоследовательность, Иль-Гази периодически присоединялся к кампаниям султана против крестоносцев.
Согласно историку из Алеппо Камаль ад-Дину Ибн ал-Адим, в  1109/10 году султан Мухаммед отправил послания Иль-Гази, эмиру Мардина, эмиру Мосула Мавдуду, хакиму Мераге Ахмедилу, Иль-Беги бен Бурсук, Имадеддину Занги и эмиру Хлата Сукману аль-Кутби. Султан звал эмиров присоединиться к кампании против Эдессы. Поход он организовывал в связи с тем, что крестоносцы заняли сирийское побережье. Командующим армии султан назначил эмира Мавдуда. В этот раз Иль-Гази согласился принять участие в кампании. Согласно Ибн аль-Каланиси, войско Иль-Гази и его племянника Балака присоединилось к войскам Мавдуда и Сукмана аль-Кутби в Бану Нумаир в Джазире. В следующем  1110/11 году по неизвестной причине Иль-Гази решил не принимать участие в кампании султана лично, но, чтобы не накалять конфликт, он отправил в армию войска под командованием своего сына Аяза. Вероятно, Иль-Гази всё ещё был обижен на Мухаммеда из-за Багдада.
Во время одной из этих двух кампаний Сукман аль-Кутби и Иль-Гази повздорили. По мнению К. Каэна, конфликт был неизбежен, поскольку эмиры претендовали на одни и те же территории (ссора была то ли из-за Маяфирикина, то ли из-за Харрана). Сукман аль-Кутби не смог захватить Иль-Гази, тогда он пленил Балака и в кожаном мешке и цепях отправил в крепость Айциц около Муша. У Алеппо Сукман аль-Кутби заболел и решил вернуться в Хлат. По пути он скончался. Пытаясь освободить племянника, Иль-Гази напал на воинов Сукмана, которые везли тело своего эмира, но те дали ему отпор. По словам Ибн аль-Каланиси, ссора и смерть Сукмана аль-Кутби произошли во время первой из двух кампаний, но, по мнению К. Хилленбранд, Сукман аль-Кутби погиб во время второй из них.
В 1112/13 году племянник и соратник Иль-Гази Балак, освобождённый после смерти Сукмана, захватил земли с центром в городе Палу на реке Мурат-су и основал новый бейлик (третий бейлик Артукидов). В  1113/14 году ассасинами был убит эмир Мосула Мавдуд, и султан назначил наместником Мосула другого недруга Иль-Гази, Ак-Сункура аль-Бурсуки (их отношения испортились из-за Багдада). Когда Мухаммед вызвал Иль-Гази в армию в третий раз, Иль-Гази не явился, поскольку не желал подчиняться Ак-Сункуру. Тот вместе с сыном султана Месудом (формально считавшимся командующим) отправился к Мардину, чтобы заставить Иль-Гази подчиниться. Иль-Гази, как и в прошлый раз, решил отправить Аяза во главе отряда из 300 всадников. Ак-Сункур воспринял это как личное оскорбление. Сначала он выполнил задание султана и с армией из 15 000 человек двинулся к Эдессе. После двухмесячной осады он отступил, разрушив окрестности города, а также Самосату и Сарудж. После окончания кампании он не удержался от сведения счётов с Иль-Гази — он арестовал Аяза, а затем разграбил окрестности Мардина. В ответ на это нападение Иль-Гази вызвал своих племянников, Дауда из Хисн-Кейфы и Балака. Втроём они внезапно атаковали лагерь Ак-Сункура, воины которого бежали. Аяз, сидевший связанным на муле, воспользовался бегством стражников. Он наклонился, упал с мула и спрятался в синагоге. Одного местного курда он отправил к Иль-Гази с сообщением о своём местонахождении. Обрадованный Иль-Гази «послал десять человек, которые унесли его и вернули». Иль-Гази не только вернул своего сына, он ещё взял в плен Месуда, сына султана. Он сразу отпустил его и отправил к отцу, но эта ситуация сильно осложнила положение Ак-Сункура, который не только потерял армию султана, но и не смог защитить его сына.

### Союз с Тугтегином
На Иль-Гази победа над Ак-Сункуром и пленение Месуда, несмотря на его быстрое освобождение, тоже навлекли гнев султана. По словам Матвея Эдесского, Месуд пожаловался отцу на неподобающее обращение. Мухаммед Тапар отправил Иль-Гази письмо с угрозами и требованием подчиниться. Это заставило Иль-Гази перейти к открытому неповиновению султану. Понимая опасность своего положения, Иль-Гази стал искать союзника и нашёл его в эмире Тугтегине из Дамаска, который тоже имел причины опасаться Мухаммеда — Тугтегин подозревал, что султан винит его в гибели эмира Мавдуда (Мавдуд погиб, когда гостил у Тугтегина в Дамаске). Возможно, опасения Тугтегина были небезосновательны — хотя в этом убийстве были обвинены исмаилиты, некоторые хронисты подозревали причастность Тугтегина. Заключённый в  1114/15 году союз Иль-Гази и Тугтегина был выгоден обоим и продержался достаточно долго. В том же году они заключили договор с Рожером Салернским, чтобы выступить против армии султана, возглавляемой Бурсуком бен Бурсук. «Великий персидский эмир Иль-Гази, сын Артука, прибыл в лагерь франков. Он пришел к Рожеру с многочисленным войском, ибо испытывал враждебность к Бурсук». Иль-Гази, Лулу, Тугтегин и Рожер собрали свои войска, а аль-Бурсук с армией султана подошел к Алеппо, но сражение не состоялось. Через восемь дней Бурсук решил отступить, в ходе отступления от Алеппо он попал в засаду Рожера. Битва произошла у холма под названием Тель-Данит около Сармина в  сентябре 1115 года и закончилась поражением Бурсука.
После расставания с союзниками Иль-Гази отправился в Мардин, чтобы собрать своих солдат, но был захвачен эмиром Химса Кирханом в эр-Растане. Тот воспользовался беспомощным положением Иль-Гази после очередной длительной пьянки: «Владетель Эмеса напал на него ночью, нашел его пьяным от вина и не ведающим, где он находится. Его схватили, увезли в Эмес». Тугтегин потребовал освобождения союзника, а Кирхан обратился к султану с просьбой предоставить войска для защиты Химса от Тугтегина. При этом Кирхан сдерживал эмира Дамаска, угрожая убить Иль-Гази. Войска султана задерживались, но Кирхан освободил Иль-Гази в обмен на заложника — Аяза. Освобождённый, Иль-Гази отправился в Алеппо, собрал своих туркменов и вернулся, чтобы осадить Химс и вызволить своего сына. В это время подоспела армия султана под командованием Бурсука бен Бурсук. По словам Готье Канцлера, Тугтегин и Иль-Гази оккупировали Алеппо и намеревались предложить его султану в качестве возмещения за убийство Мавдуда. От этого их отговорил их союзник Рожер Салернский. Прибывшие войска султана заставили Иль-Гази отступить, но Аяз был освобождён. После нескольких поражений от франков Бурсук бен Бурсук вернулся на Восток, где и погиб, готовя новую экспедицию. После смерти Бурсука Тугтегин разорвал свой союз с Рожером и решил примириться с султаном Мухаммедом. В отличие от Тугтегина, Иль-Гази не стал обращаться к султану и просить о помиловании, хотя старался не провоцировать его на конфликт. Когда в конце 511 года хиджры Мухаммед умер, Иль-Гази отправил своего сына Тимурташа к преемнику Мухаммеда, Махмуду, чтобы принести оммаж.
В 1118 году Иль-Гази вместе с племянниками Балаком и Даудом участвовали в успешной кампании против нового эмира Мосула.

### Алеппо
Алеппо имел стратегическое значение, но был опасным владением вследствие соседства с франками Антиохии и Эдессы. По словам Камаль аль-Дина Ибн аль-Адим, горожане отчаянно нуждались в безопасности города. В городе сменилась череда правителей-сельджукидов — Тутуш, Рыдван, Алп Арслан аль-Ахрас, Султан-Шах — при которых процветали злоупотребления. В  1117/18 году Иль-Гази был приглашён жителями прийти из Мардина и освободить город от Ак-Сункура. По словам Ибн аль-Адима, горожане обратились к нему за помощью очень неохотно и от отчаяния. Это была первая попытка Иль-Гази завладеть городом, и она не увенчалась успехом. Он не смог захватить цитадель, и ему пришлось оставить в городе сына Тимурташа (возможно, в качестве заложника). Во второй раз в 1119 году Иль-Гази занял и цитадель. Жители Алеппо рассчитывали на то, что Иль-Гази будет защищать город, но не будет постоянно жить в нём. Когда Иль-Гази вошёл в город, то казна была пуста, и ему было нечем расплатиться со своими туркменами. Он навёл порядок в городе, оставил сына Тимураша в качестве заместителя и вернулся в Мардин. До своей смерти в 516/1122 году Иль-Гази регулярно посещал Алеппо, но не испытывал особой привязанности к нему. Он выбрал Мардин, что было предусмотрительно, поскольку Алеппо был ближе к франкам и наводнён исмаилитами. Иль-Гази не особенно ценил город. Отправляясь в грузинскую кампанию, Иль-Гази предложил Алеппо своему зятю Дубайсу за помощь в кампании.

## Последние годы

### Битва на Кровавом поле
В 1118 году бывший союзник Иль-Гази Рожер Салернский напал на Азаз и захватил его после месяца осады. Иль-Гази считал этот город своим, поскольку он был расположен в окрестностях Алеппо. Эмир предложил Рожеру выкупить город, но тот не согласился. По словам Матвея Эдесского, с этого момента Иль-Гази и Рожер стали врагами. Артукид обратился к Тугтегину, и они договорились сначала вернуться в свои земли, чтобы собрать силы, а в мае 1119 года вместе выступить против Рожера. Кроме Тугтегина Иль-Гази привлёк Дубайса, сына своего друга Садаки, бедуинского вождя Килабита Мубарака ибн Чибла и крупнейшего вассала Иль-Гази, эмира Битлиса и Эрзена Тоган Арслана. Иль-Гази собрал большую армию, в ней было около двадцати тысяч бойцов.
Участником событий был Готье Канцлер, оставивший их описание. Узнав о сборе армии Иль-Гази, Рожер послал за помощью к королю Иерусалимскому Балдуину II, Жослену Эдесскому и Понсу Триполитанскому, которые обещали прибыть, а сам собрал всех имевшихся у него франкских и армянских воинов. В апреле 1119 года Иль-Гази выступил к Эдессе и добился от коменданта гарнизона обещания не помогать Рожеру. Рожер разбил лагерь в Артахе, где напрасно прождал Балдуина и Жослена, а затем, не вняв советам, перебрался к Балату в долину Сармада. Лагерь он разбил в местечке Телль-Акибрин на восточном краю равнины. Армия Рожера была существенно слабее туркменской, поскольку он не дождался союзников. У него было по разным данным от 700 до 3000 конницы и от 3000 до 9000 пехоты. Иль-Гази тоже не дождался Тугтегина и выступил один, 27 июня 1119 года он был в Киннасрине, но франки даже не подозревали, что враги так близко. 28 июня армия Рожера была окружена. Один отряд под командованием Райнальда Мазуара оказался вне окружения, около Сармеды. Франки построились двумя «батальонами» по две линии, и ещё был резервный корпус. Сначала франки успешно атаковали, но туркменов было слишком много. Они постоянно перестраивались и осыпали противника градом стрел. Битва завершилась быстро. Ветер изменил направление, и пронеслась короткая пыльная буря, ослепляя франков. Вскоре после начала боя левый фланг франков не выдержал, а правый фланг охватило замешательство.Франки запаниковали, и армия начала разбегаться. Сам Рожер с несколькими приближёнными продолжал биться, но был сражён ударом меча в лицо. Вместе с Рожером пало большинство его рыцарей. Армия Рожера была уничтожена, спасшихся было очень мало, а потери противника были несоизмеримо малы. Многие из пленных были казнены на поле боя. Среди пленников оказался и Готье Канцлер. Позднее крестоносцы дали долине Сармада название «Кровавое поле» (лат. Ager Sanguinis). Райнальд в башне Сармеды смог оказать сопротивление врагу, но был вынужден сдаться. Иль-Гази сохранил Райнальду жизнь.
Престиж Иль-Гази после этой победы сильно вырос. По сообщению аль-Азима, султан сказал: «Говори, что хочешь, и твоё желание будет исполнено. После Создателя мы полагаемся на тебя». Весть о победе разнеслась по всему Ближнему Востоку и принесла ему славу. Антиохия теперь была беззащитна, она практически лежала у его ног, но Иль-Гази не позаботился о том, чтобы закрепить свой успех. Ещё одним следствием его победы при Балате было «самодовольство, выразившееся в длительном пьянстве».

### Битва при Хабе
После этой победы Иль-Гази захватил ряд ключевых городов к востоку от Оронта (Атариб, Зердана, Сармин, Мааррат ан-Ну’ман и Кафр) и даже совершил набег на регион вокруг самой Антиохии. Сама Антиохия подвергалась серьёзной опасности захвата. Патриарх принял на себя военное командование городом и приготовился защищать его гарнизоном из франкских граждан и духовенства. Однако Иль-Гази не извлёк все выгоды из своей победы. Своим пьянством после битвы он лишил свою армию руководства и предоставил туркменам возможность разбежаться после грабежа.

Король собрал войска и двинулся в Триполи, где к нему присоединился Понс, и они вместе продолжили марш. По словам Гийома Тирского, как только Иль-Гази узнал об этом, он послал три отряда, чтобы помешать их продвижению. Тем не менее Балдуин добрался до Антиохии в августе. Балдуин вступил во владение Антиохией, переданной ему вдовой Рожера Салернского. Его первой задачей было избавить находящееся там княжество от угрозы захвата. Балдуин возглавил объединённую латинскую армию. Всего собралось семьсот рыцарей и несколько тысяч пеших.

Схема построения войск в битве при Хабе

Иль-Гази в это время осадил Зардану, и Балдуин двинулся из Антиохии на помощь городу. По пути он разбил лагерь у холма Тель-Данит. К Иль-Гази на подмогу пришёл Тугтегин из Дамаска. Объединённая армия Иль-Гази, Тогана Арслана (его вассала, хакима Битлиса и Эрзена) и Тугтегина насчитывала около двадцати тысяч всадников. Узнав, что Зардана захвачена, Балдуин отступил к Хабу. Правый фланг франков занимал Понс с триполитанскими рыцарями, левый — рыцари Антиохии под командованием хозяина Зарданы Роберта Фулкоя. Сам король возглавил резерв. Иль-Гази и Токтагин собирались застать франков врасплох, напав на рассвете 14 августа, но к этому моменту Балдуин уже построил своё войско, и оно двигалось в полном боевом порядке. Иль-Гази решил использовать обычную тактику: туркменские конные лучники двинулись вперёд полумесяцем, огибая оба фланга христианской армии. Иль-Гази находился на левом фланге, напротив Понса, Тугтегин — на левом, напротив Роберта. Иль-Гази все силы бросил на центр, где собрались все пехотинцы. Туркменам удалось вклиниться между конными рыцарями и пехотой. Рыцари были отброшены назад, основной удар приняли на себя пехотинцы. На двух флангах ситуации были противоположны. На левом фланге Роберт Фулкой нанес поражение туркменам Тугтегина и преследовал их, а затем направился к Зардане, не зная, что она захвачена. На другом фланге Иль-Гази разбил отряд Понса. Правое крыло франков было вытеснено в их центр. По описанию Готье Канцлера, резерв под командованием Балдуина раз за разом отражал атаки Иль-Гази. К вечеру Иль-Гази покинул поле боя, оставив его Балдуину.
По пути он наткнулся на корпус Роберта, который вернулся, обнаружив, что Зардана в руках мусульман. Отряд Роберта двигался без предосторожностей, без построения и был легко разогнан туркменами, а сам Роберт, упавший с лошади во время бегства, попал в плен. Роберт предложил Иль-Гази за себя выкуп 10 000 динаров, но Иль-Гази хотел получить больше и отправил его в шатёр к Тугтегину с просьбой напугать пленника. Когда Роберта подвели к пьяному Тугтегину, тот отрубил голову пленнику и послал её Иль-Гази. Иль-Гази очень рассердился, он сказал: «Нам нужны были деньги, чтобы раздать их воинам, мы могли получить за него 10 000 динаров. Я послал его к тебе, чтобы ты напугал его и он дал больше денег». «Я не знаю лучшего средства для запугивания», — ответил Тугтегин.
После ухода Иль-Гази Балдуин отступил в Хаб, а следующее утро вернулся на поле боя, чтобы похоронить павших. Поскольку противник исчез, Балдуин счёл себя победителем. Битва вынудила Иль-Гази отступить к Алеппо, что временно снизило непосредственную опасность для Антиохии.

### Между Антиохией и Тифлисом. Отношения с туркменами
Иль-Гази оставил в Алеппо своего сына Сулеймана и вернулся в Мардин для вербовки солдат. В  1120/21 году Иль-Гази решил довершить начатое на Кровавом поле и захватить Антиохию, но момент был уже упущен. По словам Матфея Эдесского, «эмир Иль-Гази вновь собрал силы и, снарядив войско в сто тридцать три тысячи человек, двинулся против франков». В этой кампании эмир разорил окрестности Эдессы, переправился через Евфрат и «пленил всех мужчин и женщин от Телль Башира и до Кесуна». Хронист приписывал Иль-Гази зверства: «он даже изжарил над огнем великое число детей». Однако, согласно К. Хилленбранд, анализ этой кампании показывает, что, наоборот, Иль-Гази запрещал в ней грабежи и притеснение населения. Он запретил своим войскам разорять окрестности Антиохии. Когда некоторые из его людей не повиновались, он наказывал их бритьем и битьём под колени. Во время начала кампании Жослен был в приграничной крепости Рабан (южнее Адаты). Собрав войска, он настиг мародёров и «перебил тысячу человек». Иль-Гази разбил лагерь в окрестностях Азаза, Балдуин Иерусалимский и Жослен прибыли в тот же район. Туркмены Иль-Гази, разочарованные запретом на грабежи, оставили его. С Иль-Гази осталась лишь небольшая горстка людей. Тугтегин прибыл вовремя, чтобы спасти его от нападений франков. Простояв друг напротив друга несколько дней, противники разошлись.
По мнению К. Хилленбранд, Иль-Гази поступил неблагоразумно, запретив своим воинам грабить. Причины такого запрета неизвестны. Возможно, Иль-Гази не хотел разорять земли, которые собирался захватить, или он не хотел, чтобы его бойцы отвлекались от боя. И, конечно, он был уверен в своём влиянии на них и думал, что их удовлетворит обещание добычи после боя. Он переоценил своё влияние на них. Туркмены всегда сражались только ради обогащения, и Иль-Гази был их лидером лишь тогда, когда они видели в нём того, с кем могут поживиться. Например, после победы при Балате, захватив добычу, туркмены быстро начали расходиться, и задержать их было их невозможно. Им было очевидно, что возможностей для грабежа больше не представится. Саму эту битву Иль-Гази начал, не дождавшись Тугтегина, лишь потому, что туркмены не хотели делиться добычей с войском Тугтегина.
Итогом запрета на грабёж стало ослабление контроля Иль-Гази над туркменами в течение  1119/20 и  1120/21 годов, что сказалось на ходе его грузинской кампании.

### Дидгорская битва

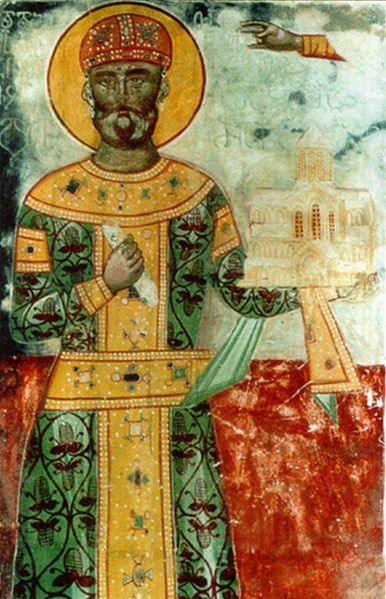
Давид Строитель на фреске Гелатского монастыря

В 1089 году на трон Грузинского царства взошёл Давид IV Строитель, приняв от отца страну, потерявшую большую часть своих территорий из-за набегов турок-сельджуков. Войны за трон в сельджукском султанате после смерти Малик-шаха и Крестовые походы ослабили мусульман. После смерти в 1118 году Мухаммеда Тапара его сыновья тоже начали борьбу за трон. Давид использовал затяжные периоды междоусобиц у сельджуков и последовательно отвоёвывал территории, ранее захваченные мусульманами. Он даже отказался от уплаты дани сельджукскому султану. В дальнейшем набеги грузин привели к потере сельджуками почти всех ранее захваченных грузинских земель. Давид пригласил половцев (кыпчаков) и поселил их на южных границах своего государства. Матвей Эдесский так описал события:

«Некий эмир по имени Гази <…> вступил в Грузию и пленил часть тамошних жителей. <…> Когда грузинский царь Давид узнал об этом, он собрал свои войска, внезапно настиг турок и напал на них. Грузины перебили 30 тыс. турок и пленили всех их жен, детей и бесчисленные стада овец, приведя их в Грузию вместе с огромной добычей».
Все источники указывают на участие в экспедиции Тогрула, Иль-Гази и Дубайса. Рассказы историков отличаются в деталях. Согласно Матвею Эдесскому, жители Тифлиса обратились к Иль-Гази напрямую, помимо обращения к Тогрулу. Близкие сведения сообщал Ибн аль-Азрак: в 515 году (1121-22) жители Тифлиса послали к Иль-Гази, приглашая его (приехать), чтобы они могли сдать ему город. Эту версию излагал и Д. Рейфилд. По его словам, Иль-Гази сначала отказался, опасаясь возмездия Давида. Согласно К. Зюсхайму, командующим армией в кампании против грузин Иль-Гази был назначен султаном Махмудом. Самая популярная версия гласит, что в 1121 году жители разоряемых грузинами мест обратились сначала к Тогрулу. Тогрул принял это предложение, но его собственных сил было недостаточно для экспедиции, он не мог сдержать вторжения грузин. Он послал сообщение Иль-Гази, чтобы попросить «готовиться к грузинской экспедиции». Иль-Гази, чья репутация была на пике во время просьбы о помощи из Тифлиса, должно быть, польстила эта просьба. Получив сообщение (или приказ) Тогрула, Иль-Гази отправил сообщение о подготовке к грузинской кампании своему вассалу хакиму Битлиса и Эрзена Тоган-Арслану. Союзники решили, что местом сбора будет Тифлис. Тоган-Арслан отправился со своим войском в Эрзенур-Рум, а оттуда через Тириалис к Тифлису. Несмотря на то, что Жослен Эдесский вторгся в долину Бутнан, а перемирие Иль-Гази с Балдуином Иерусалимским окончилось, Иль-Гази согласился отправиться в Грузию. Причиной, вероятно, было то, что он был вождем кочевых туркменов, для которых грузинская кампания была привлекательна — она манила добычей и престижем. Победа в битве на Кровавом поле, возможно, также внушила Иль-Гази ложную уверенность в том, что он может легко вернуть все, что потеряет. Отправляясь в грузинскую кампанию, Иль-Гази предложил Алеппо своему зятю Дубайсу за помощь в кампании. По мнению К. Хилленбранд, «слава, опьянение от успеха и прибытие Дубайса с войском» повлияли на решение Иль-Гази согласиться.
Матвей Эдесский писал про 150 тысяч воинов в армии Иль-Гази и 400 тысяч — у Тогрула. И. А. Джавахишвили высказал гипотезу, что в труде Ибн аль-Асира содержалась цифра 300—400 тысяч относительно войка мусульман. Грузинский хронист не называл цифр, лишь написал, что сельджуки «многочисленные, как морской песок, двенадцатого августа пришли в Триалети, Манглиси и Дидгори, и даже стоящим было им тесно в тех местах». Матвей Эдесский писал про 150 тысяч воинов в армии Иль-Гази и 400 тысяч — у Тогрула. Д. Рейфилд указал, что сельджукская армия была в 3-5 раз была больше грузинской (от 150 до 250 тысяч). По мнению турецкого историка А. Севима, армия союзников составляла около 30 тысяч человек, аналогичного мнения придерживались французский ученый Сен-Мартен и армянский историк Чамчян.
Они вторглись в Грузию «по пути через гору Дидгор». Грузия была незнакомой местностью, и Иль-Гази и его люди разбили лагерь в долине под горой (в месте, названном Дидгори, недалеко от Тифлиса), очень уставшие после долгого перехода. По словам Ибн аль-Азрака, Тогрул ещё не успел подойти. Не было ещё и подкреплений от вассала Иль-Гази, Тогана Арслана. Ибн аль-Асир датировал эту войну среди событий 514 года и писал, что Мелик Тугрул также участвовал в этой битве, но современник событий, Ибн аль-Азрак, писал, что внезапное нападение Давида заставило Иль-Гази сражаться, не дождавшись союзников.
Матвей Эдесский писал, что Давид выступил во главе 40 тысяч воинов, 15 тысяч половцев, 500 аланов и 100 франков. Аналогичные цифры называл Д. Рейфилд: примерно 56 000 человек, в том числе 16 000 кипчаков и несколько сотен «франков». 18 августа 1121 года Давид внезапно напал на ожидавшего союзников Иль-Гази, стремительно спустившись с гор со своим войском из грузин и кипчаков. Вместе с ним был его сын Деметре. 200 кыпчаков Давида сумели пробраться в армию Иль-Гази, их пропустили, приняв за перебежчиков. Когда они вошли в лагерь, туркменские солдаты решили, что те сдались им, и не напали. Мнимые сдавшиеся внезапно атаковали, после чего в армии Иль-Гази поднялась паника. Давид начал атаковать их, воины Иль-Гази начали разбегаться во все стороны. Иль-Гази потерпел сокрушительное поражение после ожесточенного боя.
Матвей Эдесский так описывал битву:

«в четверг в праздник Успения, яростная битва закипела в горных теснинах. Она была настолько ужасной, что горы оглашались страшным грохотом от столкновения воинов. Бог пришел на помощь грузинам, и, перестроившись, они обратили турецкие силы в бегство. В этот день страшное избиение турок произошло в том месте, и реки были заполнены трупами. Горные вершины и долины также покрылись трупами. Трупы лошадей и оружие павших в битве покрыли всю землю».
Ибн аль-Каланиси и Камаль ад-Дин также писали, что в ущелье грузины напали на мусульман и разбили их, обратили их в бегство и преследовали. Иль-Гази и Дубайс едва сбежали от грузинских войск, которые преследовали их десять лиг. Весь их обоз был разграблен, грузины захватили около 4000 пленников. Годом позже, в  1122 году, Тифлис был оккупирован Давидом и отдан на три дня на разграбление.
Самый подробный рассказ о кампании из всех мусульманских историков привёл Ибн аль-Азрак. По мнению Л. Хилленбранд, описанию битвы между Давидом и Иль-Гази Ибн аль-Азраку можно доверять больше, чем другим историкам того времени. Другие авторы основывают на его словах свои описания. Ибн аль-Азрак посещал Грузию в 548 году хиджры и, вероятно, обсуждал эти события с участниками с грузинской стороны. Царь Деметре, сын Давида, сообщил историку, что один из когда-то взятых в бою с Иль-Гази пленников всё ещё был заточен в замке, расположенном у подножия горы. Ибн аль-Азрак стремился дать точное изложение фактов, а не польстить Артукидам. Он описал полное поражение Иль-Гази, что согласуется с Анонимной сирийской хроникой и грузинскими источниками. Ибн аль-Каланиси, Камаль ад-Дин пытались смягчить это поражение, утверждая, что успех сначала был на стороне мусульман, но затем они были разбиты грузинами. Аналогичное утверждение оставил и Матвей Эдесский. По словам Д. Рейфильда, «битва при Дидгори 12 августа 1121 года длилась всего три часа, но уничтожила мусульманскую гегемонию над Грузией и Арменией».
Громкое поражение было унижением для гордости Иль-Гази. Однако, несмотря на поражение у Тифлиса, репутация Иль-Гази на севере Сирии оставалась высокой. Согласно Бар-Эбрею, византийский император написал Иль-Гази письмо, предлагая военную поддержку, а в  1122 году султан пожаловал ему Майяфарикин в дополнение к другим его землям.

### Конфликт с сыном Сулейманом
Ко времени после грузинской экспедиции относится конфликт Иль-Гази с его сыном Сулейманом, которого он оставил своим заместителем в Алеппо. Согласно традиционной версии, вернувшись в Мардин, Иль-Гази обратился к нему с какими-то просьбами. Окружение Сулеймана спровоцировало его не слушаться отца, и даже воспитанник Артука-бея Хаджиб Насир выступал против соблюдения верности Иль-Гази. Крестоносцы воспользовались обстановкой и снова начали атаковать район Алеппо. Узнав о мятеже сына, Иль-Гази послал Балака подавить восстание. Затем Иль-Гази и сам быстро прибыл в Алеппо в  ноябре 1121  года, желая наказать сына, но Сулейман извинился перед отцом. Хотя Иль-Гази чуть не убил своего сына, которого поймал в пьяном виде, потом он пожалел и отпустил его. Однако Сулейман решил, что безопаснее бежать к хакиму Дамаска Тугтегину, который вступился за него. Чтобы укрепить свою власть над Алеппо, Иль-Гази женился на одной из дочерей сельджукского правителя города, Рыдвана (до того на ней был женат Балак). Перед тем, как уехать, Иль-Гази поручил управление городом другому Сулейману — своему племяннику, сыну брата Абдулджебара.
Согласно Камаль ад-Дину Ибн ал-Адиму, ходили слухи, что мятеж Сулеймана был инсценирован. Причиной стало нежелание отдавать Алеппо Дубайсу. Отправляясь в грузинскую экспедицию, Иль-Гази обещал зятю «отдать ему Алеппо и сто тысяч динаров», если он соберет армию и поможет ему. После грузинской кампании Иль-Гази якобы передумал и написал своему сыну в Алеппо. Тот должен был сделать вид, что восстал против него, чтобы разорвать договорённости с Дубайсом. «А [Иль-Гази] изменил своё решение и дал тайный приказ своему сыну Сулайману сделать вид, что он поднял против отца бунт, чтобы иметь предлог для отказа от соглашения, заключённого Иль-Гази с Дубайсом». По мнению А. Севима, этот слух ложен, потому что реакция Иль-Гази говорит о его гневе. Он сразу же прибыл в Алеппо, узнав о мятеже, а после подавления восстания наказал некоторых из его инициаторов. Подавив мятеж сына, Иль-Гази заключил мир с крестоносцами, чтобы остановить их нападения на Алеппо.
После смерти Иль-Гази его наследник Тимурташ легко отказался от Алеппо. Ибн аль-Адим писал, что город был слишком ослаблен, чтобы быть подходящим местом для Иль-Гази.

### Смерть
События 1122 года освещаются источниками с расхождениями. Согласно историку из Алеппо Камаль аль-Дину, летом 1122 года Иль-Гази вызвал Балака в новый рейд.   1122 года они перешли Евфрат и объединились с Тугтегином, а ещё через месяц  27 июля  осадили Зардану. Балак быстро установил несколько мангонелей. Вскоре туркменам удалось взять внешний замок. Армия короля Балдуина подошла к замку Зарданы, который к тому моменту уже четырнадцать дней находился в осаде. Услышав о подходе крестоносцев, Иль-Гази отступил с Тугтегином в Неваз, чтобы принять бой на равнине. Неизвестно, почему, но Балак покинул лагерь Иль-Гази. Возможно, его туркменам не терпелось пограбить, а у Зарданы перспективы были неясны. После нескольких недель ожидания и ряда стычек обе стороны разошлись.
Во время осады Иль-Гази заболел. По словам Камаль ад-Дина, у Иль-Гази «вздулся его живот, и стало ему плохо, его болезнь усилилась». А. Севим писал, что Иль-Гази заболел, потому что он ел слишком много сушеного мяса, арбуза и других фруктов. Он вернулся в Алеппо, чтобы лечиться. Пробыв некоторое время в Алеппо, Иль-Гази почувствовал себя лучше и переехал в Мардин. Из Мардина он в сопровождении жены Йель-хатун и сына Сулеймана отправился в недавно полученный от султана Майяфарикин.
По словам Матвея Эдесского, Иль-Гази умер 13 сентября 1122 года. Все мусульманские источники (Ибн Каланиси, Ибн аль-Адим, Ибн аль-Асир, Ибн аль-Азрак) называют   ноябрь 1122 года. Ибн аль-Адим называл   9 ноября, Ибн Каланиси —  14 ноября, Ибн аль-Асир и Ибн аль-Эзрак —   25 ноября.
По поводу места смерти также есть разногласия. Согласно Ибн аль-Асиру и Бар-Эбрею, Иль-Гази умер в возрасте около 60 лет в Майяфарикине. По словам Ибн Каланиси, Иль-Гази скончался в Фухуле (в Диярбакыре, владении Майафарикина), согласно Ибн аль-Адиму — в Аджулейне. По словам Михаила Сирийца, это произошло по пути из Мардина в Майяфарикин. При этом жена Иль-Гази и его сын Сулейман сопровождали его в последней поездке. Они скрыли его смерть, наняв двух людей придерживать тело Иль-Гази. Встречающим они сообщили, что эмир сильно болен. В трудах исследователей относительно смерти Иль-Гази также нет единства. А. Севим писал, что Иль-Гази приехал в Майяфарикин, там он снова заболел и скончался 17 рамадана 516 года. Атчекен и Яшар полагали, что это произошло в местечке Аджулейн по пути в Мардин. К. Каэн датировал смерть эмира  8 ноября 1122 года.
Тело Иль-Гази было временно похоронено в Майяфарикин в месте под названием Синдели. Затем эмира перезахоронили в Мардине.
На момент своей смерти Иль-Гази правил в городах Мардин, Алеппо и Мейяфарикин. После его смерти его старший сын Хусамеддин Тимурташ правил в Мардине, его другой сын Сулейман — в Майяфарикине, а его племянник Сулейман — в Алеппо.
После смерти Иль-Гази король Балдуин II начал атаки на Алеппо и занял такие важные позиции, как Бозала и Бире. Сулейман, хаким Алеппо, заключил мир с королём и был вынужден оставить ему замок Атариб в  апреле 1123 года. Наконец, Алеппо, который был повторно осаждён крестоносцами, был захвачен другим племянником Иль-Гази, Балаком,  в начале июня 1123 года.

## Семья
Жёны:
- Иль (Йель)-хатун, дочь эмира Тугтегина;
- Фархунда-хатун, дочь сельджукского правителя Алеппо Рыдвана[англ.].

Дочери:
- Гухар (Кумар)-хатун, жена Дубайса бен Садака, брак заключён в  1119/20 году[62]; Умерла в  1163/64 году и похоронена в Мардине. Сын Иззеддин Мухаммед, некоторое время жил в Хилле, затем служил у двоюродного брата, Шихабеддина Мухаммеда бен Аяз[164].
- Юмна (Айна[165])-хатун, жена Иналида Иль-Алди, правителя Амида, умершего в  1141/42 году[62]; Мать правителя Амида Джамал ад-Дина Шамс аль-Мулюка Махмуда[165].
- Дочь, имя которой неизвестно, вышла замуж в  1101/02 году за сына Текиша, сына султана Альп-Арслана (и брата султана Мелик-шаха)[62].
- Сефери (Сафра)-хатун, замужем за эмиром Дилмачогуллары Курти, сыном Тогана Арслана[166][62]. Она умерла, оставив сына по имени Яги-Басан, служил Фахреддину Девлет-шаху, свому дяде[165].

Сыновья:
- Сулейман[62];
- Аяз, умер  1114/15[62] или 1115/16[167] году. Сын Аяза Шихабеддин Мухаммед со своими тремя сыновьями служил Тимурташу[168];
- Тимурташ[62];
- Шихабеддин Махмуд (?)[62].
- аль Базм, погиб при жини отца[165].
- Умар. Мать — наложница, которую Иль-Гази затем выдал замуж[165];
- Наср. Мать — рабыня, которую Иль-Гази затем выдал замуж[165].

## Оценка личности
Карьера Иль-Гази характеризовалась неутомимыми действиями на обширной географической территории, включающей Тифлис, Алеппо, Халван и Мардин.
Матвей Эдесский называл его «великий персидский эмир Иль-Гази, сын Артука»; по его словам, Иль-Гази «благодаря своему происхождению считался верховным предводителем турецких войск». Гийом Тирский называл его «могущественный неверный принц, властитель этой жалкой и вероломной расы туркмен и правитель, которого очень боялись».
Оценки Иль-Гази противоречивы. А. Севим положительно оценивает Иль-Гази, называет его проницательным солдатом, политиком и хорошим администратором. По мнению Хиллебранд, «Иль-Гази был слишком непоследователен и непредсказуем, слишком привязан к своему полукочевому наследию, ему не хватало религиозной мотивации». Он был своенравным и независимым, неконтролируемым и непостоянным в своей личной и политической жизни в этих суждениях. Историки крестовых походов называли его варварской личностью. Р. Рёрихт осуждал Иль-Гази как грубого человека, склонного к пьянству и излишествам, Р. Груссе придерживался того же мнения, но «с большей сдержанностью»: «Ильгази был всего лишь грубым воякой, неспособным к политическим концепциям. Удовлетворенный и гордый своей победой, своей резней, своей добычей, он начинал пить, не находя ничего лучше, чем праздновать свой успех со своими туркменами в чудовищных оргиях». Действительно, по слухам, на решения Иль-Гази часто влияло пьянство. По словам К. Хилленбранд, «его пьяные оргии, должно быть, превысили нормы его времени, поскольку хронисты описывают их с явным удовольствием». Например, Усама ибн Мункыз писал: «Через сорок дней он [Балдуин] дал бой Наджм ад-Дину, а когда этот последний пил вино, похмелье длилось у него двадцать дней. Он принялся пить после того, как разбил франков и перебил их, и им овладело похмелье, от которого он оправился не раньше, чем король Балдуин подошел к Антиохии с войском». Михаил Сириец уточнял, что в 1116 году Иль-Гази попал в плен, будучи «пьяным от вина и не ведающим, где он находится».
С. Рансимен критиковал Иль-Гази менее резко, чем Рёрихт или Груссе, но он рассматривал роль Иль-Гази односторонне — лишь с точки зрения истории крестовых походов, тогда как деятельность Иль-Гази более важна его ролью в Джазире. В исламской истории Иль-Гази сыграл значительную роль в подрыве центральной власти сельджукского государства и в постепенном создании независимых эмиратов в Джазире и Северной Сирии.
Иль-Гази обладал огромным влиянием на туркменов. Он был смелым и амбициозным, везде претендовал на лидерство. Иль-Гази не хватало качеств полководца, хотя в целом он был хорошим лидером туркменских кочевников. Султан Мухаммед, возможно, понимал безрассудность характера и ограниченность Иль-Гази и систематически отказывался назначать Иль-Гази в качестве общего лидера своих военных кампаний, отдавая командование Ак-Сункуру аль-Бурсуки, а затем Бурсук бен Бурсук. По мнению К. Хилленбранд, суждение султана было правильным. Иль-Гази не был гениальным военачальником, но он был энергичным и временами проницательным политиком.
Иль-Гази вызвал большое осуждение со стороны современных историков из-за того, что он не сумел продолжить свою победу при Балате атакой на Антиохию. По мнению С. Рансимена: «Великая кампания Артукидов провалилась. Она не принесла ничего существенного для мусульман, за исключением нескольких пограничных постов и ослабления давления франков на Алеппо». Тем не менее Иль-Гази был одним из первых, кто смог остановить продвижение крестоносцев на север и восток. Его победа при Балате была предвестником будущего мусульманского похода против франков.
Иль-Гази основал ветвь династии Артукидов в Мардине. Хотя у него не было политической зрелости, чтобы ограничиться меньшей территорией, но его менее амбициозный сын Тимурташ укрепил власть Артукидов. Семья правила бейликом в течение трёх столетий, пока в  1408 году последний бейлик Артукидов не был уничтожен правителем Каракоюнлу Кара Юсуфом. Этот бейлик существовал дольше других анатолийских бейликов.

## Комментарии
1. ↑  «они стеная направились в Гандзак к султану Малику, сыну Тапара, и слезно оплакивали свое несчастье в его присутствии. Иные же отправились в арабские земли Кармиана к эмиру Иль-Гази, сыну Артука, и, горько рыдая, поведали о постигшем их несчастье»'"`UNIQ--ref-0000020C-QINU`"'.
2. ↑  Ибн аль-Каланиси: «в этом году также сообщал ось о появлении грузин из Дурубы И их нападении на территории князя Тогрыла. Последний попросил помощи у эмира Наджм аль-Дина иль- Гази, сына Ортука, правителя Алеппо, а также у туркмен и эмира Дубайс бен Садак бен Мазияда»'"`UNIQ--ref-0000021D-QINU`"'.
Камаль аль-Дина Ибн аль-Адим: «Тогрул просил помощи у Иль-Гази ибн Артука против грузин и их государя Давида, и направился он (Иль-Гази) к нему со множеством людей и Дубайсом ибн Садака»'"`UNIQ--ref-0000021F-QINU`"'.
3. ↑  «В это время греческий царь КОНСТАНТИНОПОЛЯ послал к Иль-Гази, сыну АРТУКА, и сказал: «Вот, великое множество людей приходит через море в Сирию, поэтому приготовьтесь сразиться с ними. И вот, я помогу тебе тридцатью тысячами [мужчин], если ты имеешь нужду [в них] »'"`UNIQ--ref-00000286-QINU`"'.